# Ischnosiphon ovatus
Ischnosiphon ovatus är en strimbladsväxtart som beskrevs av Friedrich August Körnicke. Ischnosiphon ovatus ingår i släktet Ischnosiphon och familjen strimbladsväxter. Inga underarter finns listade.